# Arrondissement de Deggendorf
L'arrondissement de Deggendorf est un arrondissement  (Landkreis en allemand) de Bavière   (Allemagne) situé dans le district (Regierungsbezirk en allemand) de Basse-Bavière. 
Son chef lieu est Deggendorf.

## Villes, communes & communautés d'administration
(nombre d'habitants en 2006)
| Städte 1. Deggendorf, Große Kreisstadt (31 421) 2. Osterhofen (12 894) 3. Plattling (12 568) Märkte 1. Hengersberg (7 661) 2. Metten (4 366) 3. Schöllnach (5 082) 4. Winzer (3 886) Verwaltungsgemeinschaften 1. Lalling (Les communes Grattersdorf, Hunding, Lalling et Schaufling) 2. Moos (Les communes Buchhofen et Moos) 3. Oberpöring (Les communes Oberpöring, Otzing et Wallerfing) 4. Schöllnach (La commune Außernzell et Markt Schöllnach) Pas de Gemeindefreien Gebiete | Gemeinden 1. Aholming (2 268) 2. Auerbach (2 148) 3. Außernzell (1 444) 4. Bernried (4 925) 5. Buchhofen (959) 6. Grafling (2 776) 7. Grattersdorf (1 400) 8. Hunding (1 223) 9. Iggensbach (2 104) 10. Künzing (3 228) 11. Lalling (1 612) 12. Moos (2 179) 13. Niederalteich (1 908) 14. Oberpöring (1 156) 15. Offenberg (3 319) 16. Otzing (2 006) 17. Schaufling (1 493) 18. Stephansposching (3 061) 19. Wallerfing (1 380) |